# Alexandros (Sohn des Achaios)
Alexandros (altgriechisch Ἀλέξανδρος Aléxandros), Sohn des Achaios, war ein Statthalter im Seleukidenreich des 3. vorchristlichen Jahrhunderts.
Als Bruder der Laodike I. war Alexandros ein Sohn des Achaios dem Älteren und über diesen vielleicht mit der Seleukidendynastie verbunden. Offenbar hatte Alexandros bereits unter Antiochos I. (281–261 v. Chr.) gedient, sofern er mit jener namensgleichen Person identisch ist, die zu einem unbekannten Zeitpunkt von dem König als Statthalter (Satrap) in Lydien eingesetzt wurde.
Während es Bruderkriegs seiner Neffen König Seleukos II. und Antiochos Hierax hatte sich Alexandros auf die Seite des letzteren geschlagen und für diesen seine Residenzstadt Sardis als Basis zur Verfügung gestellt. Sein Bruder Andromachos und dessen Sohn, der jüngere Achaios, hatten für den König gekämpft.